# Birdemic
Birdemic è un film del 2010 diretto da James Nguyen.
Film indipendente, classificato come B-movie e ispirato al film Gli uccelli di Alfred Hitchcock, è stato aspramente criticato per la qualità estremamente scadente degli effetti speciali di computer grafica e per l'improbabile capacità espressiva degli attori.

## Trama
Rod, un giovane venditore di software, incontra e s'innamora di Nathalie, un'aspirante modella. I due, conosciutisi, iniziano a uscire insieme più volte fino a vivere insieme. Essi, però, sono ignari che un virus di origini ignote contagia tutte le aquile che si aggirano da quelle parti, rendendole assassine. I due infatti, sulla spiaggia, trovano il cadavere di un'aquila morta contagiata. 
Un giorno scoprono che tutte le aquile contagiate sono resuscitate e iniziano ad attaccare i cittadini della città. Rod e Nathalie, scappando, incontrano l'ex-marine Ramsey e la sua ragazza Becky che si uniscono a loro per lasciare la città. Successivamente Ron e Nathalie incontrano due bambini, Susan e Tony, i cui genitori sono stati uccisi dalle aquile. Il gruppo, viaggiando da una città all'altra, continuerà a difendersi dalle aquile e quando tenterà di salvare un autobus cosparso di acido solforico dalle aquile, Becky e Ramsey moriranno insieme ai passeggeri. 
Rod, Nathalie, Susan e Tony viaggiando in una foresta incontrano un ambientalista, che spiega ai protagonisti che le aquile in realtà attaccano le persone a causa del riscaldamento globale, il quale le ha fatte impazzire. Giunti su una spiaggia per catturare pesci per cibarsene, i protagonisti vengono attaccati dalle aquile. Uno stormo di colombe compare e inspiegabilmente caccia via le aquile. I protagonisti osservano gli uccelli allontanarsi.

## Accoglienza

### Critica
Il film è stato stroncato dalla critica.
Con una valutazione di 1.8 su 10 su IMDb è tra i peggiori film per votazione presenti sul sito.

## Sequel
Nel 2013 è uscito il sequel chiamato Birdemic 2.